# Syndicus (Hanze)

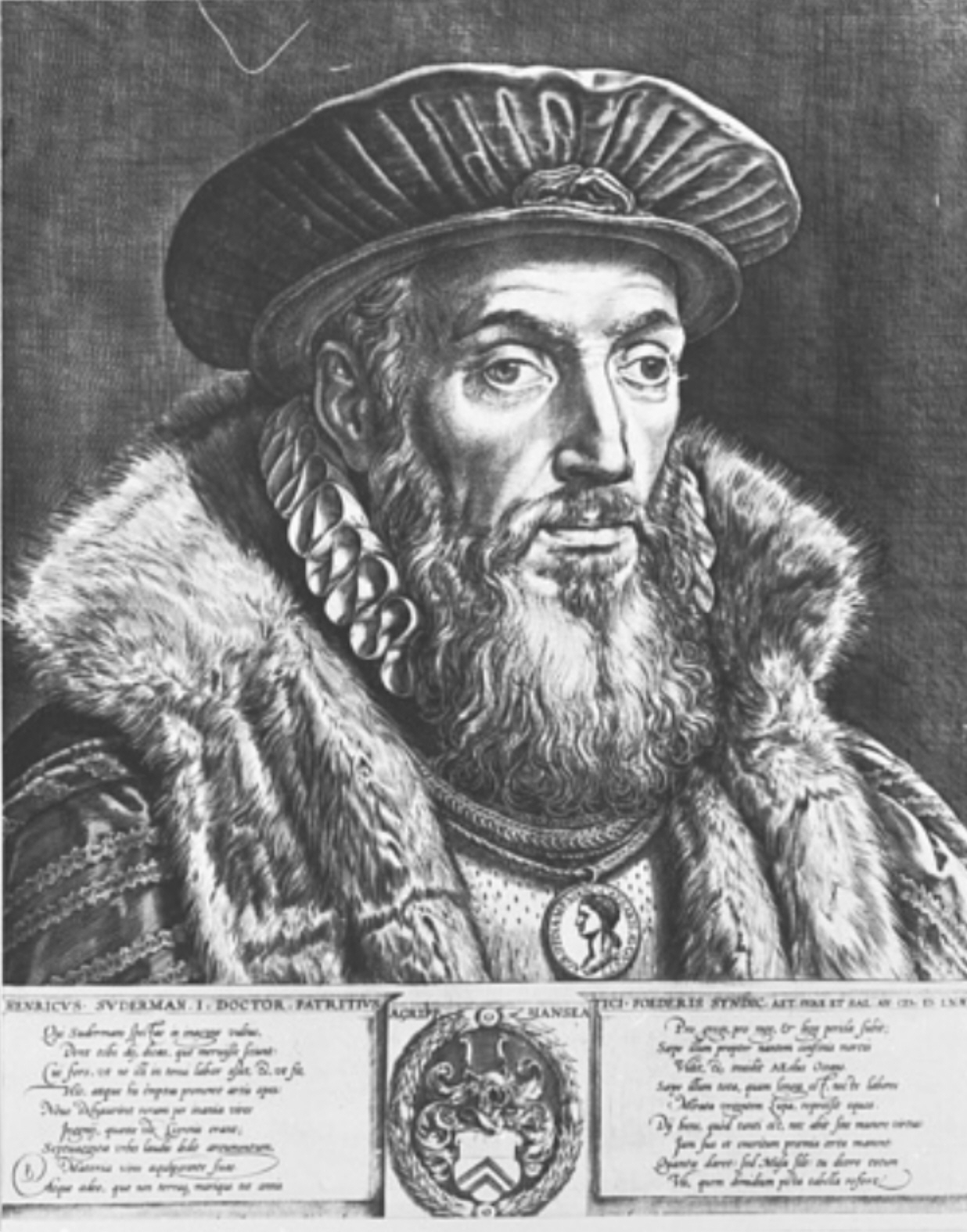
Heinrich Sudermann

In 1556 werd door de op dat moment noodlijdende Hanze een nieuwe functie gecreëerd, de syndicus, een soort van jurist. Heinrich Sudermann werd permanent in deze functie aangesteld en hij trachtte de diplomatieke overeenkomsten tussen de Hanzesteden te beschermen en uit te bouwen. In 1557 en 1559 herschreef hij enkele overeenkomsten, en beschreef hij de plichten van de steden nauwkeuriger dan tot dusver was gedaan. Hoewel het effect van deze acties positief was, was het bij lange na niet voldoende om het verval van de Hanze, dat vooral externe oorzaken had, te stoppen.